# Une souris verte (film)
Pour les articles homonymes, voir souris (homonymie).
 (avril 2024).
 (avril 2024).
Pour plus de détails, voir Fiche technique et Distribution.
Une souris verte (3 Blind Mice) est un film franco-britannique de Mathias Ledoux sorti en 2003.

## Synopsis
Thomas Cross est un informaticien, un peu voyeur, un peu pirate informatique. Il pose des webcams un peu partout et vit à travers celles-ci. Un jour, il assiste impuissant en direct au meurtre de Cathy, une exhibitionniste qu'il fréquente à travers son site web et sa live webcam.
Il est obligé d'aider Claire, une jeune spécialiste du crime informatique, à résoudre l'affaire parce qu'il est le seul témoin de ce meurtre et qu'il ne connaît ni le nom, ni l'adresse de cette fille qu'il avait l'habitude d'observer avec sa webcam. Ils font plusieurs découvertes grâce à cette enquête, notamment celle des liens probables du frère de Thomas avec une organisation criminelle agissant en direct sur le web.
Mais, Claire est brutalement dessaisie de l'affaire, ce qui va amener Thomas à tendre un piège, avec l'aide de cette dernière, pour faire éclater la vérité au grand jour.

## Fiche technique
- Autre titre original : 3 blind mice
- Genre : thriller
- Durée : 1h30
- Date de sortie : 8 octobre 2003
- Pays :  France,  Royaume-Uni
- Réalisateur : Mathias Ledoux

## Distribution
- Edward Furlong (VF : Alexis Tomassian) : Thomas Cross
- Emilia Fox : Claire Bligh
- Elsa Zylberstein : Natalie Cross
- Chiwetel Ejiofor : Mark Hayward
- Craig Kelly : Frank Cross
- James Laurenson : William Storbest
- Sara Stewart : boss de Thomas
- Alain Figlarz : le garde du corps de Storbest
- Valérie Decobert-Koretzky : Cathy
- Peter Wight : Tomlinson

## Autour du film
- Les deux titres originaux, Une souris verte  et 3 blind mice, font référence à des comptines enfantines en français et en anglais.